# Sólido azul
Sólido azul es una novela del escritor latinoamericano Felipe Montes (Monterrey, México, 1961), publicada por el sello editorial Árido Reino en 2003. De aliento lírico, su delirante acción se desarrolla en una ciudad que, para desazón del protagonista,  se transforma continuamente, debido a lo cual se extravía, con igual frecuencia, la mujer a la que ama. 
Su lenguaje es sumamente poético, y Montes tardó once años en llegar a su tono “alucinante, muy suave”. No obstante que se trata de una obra compleja, su lectura ha cautivado a grupos de adolescentes que la han interpretado, entre otras maneras, como “un sueño regiomontano continuo y perpetuo”. 

## Curiosidades
En esta novela onírica, Montes incrustó textos de cada uno de los integrantes del grupo literario El Panteón, al cual estuvo integrado durante un tiempo, a quienes la dedica.